# Dysonia carlosmendesi
Dysonia carlosmendesi är en insektsart som beskrevs av Piza Jr. 1950. Dysonia carlosmendesi ingår i släktet Dysonia och familjen vårtbitare. Inga underarter finns listade i Catalogue of Life.